# Chilotrogus stoliczkae
Chilotrogus stoliczkae är en skalbaggsart som beskrevs av Sharp 1878. Chilotrogus stoliczkae ingår i släktet Chilotrogus och familjen Melolonthidae. Inga underarter finns listade i Catalogue of Life.